# Der Pate von Harlem
Der Pate von Harlem (auch bekannt als Black Max, in den USA als Black Caesar, in Großbritannien als The Godfather of Harlem vermarktet) ist ein US-amerikanischer Gangster- und Blaxploitation-Film von 1973 sowie ein Remake des Klassikers Der kleine Cäsar (1931).

## Handlung
Der Afroamerikaner Tommy Gibbs wird als Jugendlicher vom weißen Polizisten McKinney auf die schiefe Bahn gebracht, geht aber nach einem brutalen Zwischenfall mit diesem eigene Wege.
Als Erwachsener beginnt er seine Gangsterkarriere mit der Ermordung eines vom Syndikat für vogelfrei erklärten Mafiamitglieds, um daraufhin selbst zum Anführer eines Gangster-Imperiums aufzusteigen. Mit einer italoamerikanischen Mafiafamilie entbrennt ein Bandenkrieg, außerdem wird McKinney vorübergehend ein Geschäftspartner. Tommy lernt eine junge Frau namens Helen kennen und heiratet sie, jedoch wendet sich Helen nach einer Vergewaltigung durch ihren Mann von ihm ab und lässt sich mit Joe Washington, Tommys Freund und Anwalt, ein.
Nachdem er die Attentäter, die seine Frau auf ihn angesetzt hat, ausschalten konnte, begibt sich Tommy schwerverletzt in sein Büro, wo er auf McKinney trifft und von ihm bedroht und erniedrigt wird. Jedoch kann sich Tommy befreien und tötet McKinney.
Die letzte Szene zeigt Tommy, wie er von einer Straßenbande ausgeraubt und in einer Gasse zurückgelassen wird.

## Synchronisation
Es existieren zwei deutsche Synchronfassungen. Die erste Fassung entstand bei der Deutschen Synchron, West-Berlin.
| Rolle          | Darsteller       | Synchronsprecher (Kino 1974) | Synchronsprecher (VHS 1985) |
| -------------- | ---------------- | ---------------------------- | --------------------------- |
| Tommy Gibbs    | Fred Williamson  | Thomas Braut                 | Gudo Hoegel                 |
| Helen          | Gloria Hendry    | Renate Danz                  | ?                           |
| McKinney       | Art Lund         | Heinz Petruo                 | Fred Maire                  |
| Reverend Rufus | D’Urville Martin | Claus Jurichs                | Michael Habeck              |
| Mr. Gibbs      | Julius Harris    | Arnold Marquis               | Herbert Weicker             |
| Mrs. Gibbs     | Minnie Gentry    | Tilly Lauenstein             | ?                           |
| Cardoza        | Val Avery        | Martin Hirthe                | Günther Sauer               |
| Joe Washington | Philip Roye      | Christian Brückner           | Christian Tramitz           |

## Kritik
„Der immer wieder unterschätzte Larry Cohen inszenierte dieses kleine Juwel, und wie immer garantiert sein Name auf dem Poster Qualität. Wenn Sie Listen der allerbesten Blaxploitation-Filme googlen, dann finden Sie diesen hier meist ganz oben, und das hat einen guten Grund.“

„Brutaler, bedingt cooler Blaxploitation-Gangsterfilm mit groovendem Soul von James Brown.“

## Hintergrund
Der Pate von Harlem wurde noch im Erscheinungsjahr 1973 mit Heiße Hölle Harlem (englisch: Hell up in Harlem) fortgesetzt, bei dem wiederum Larry Cohen Regie führte und Fred Williamson den Charakter Tommy Gibbs verkörperte.
Der Film wurde von der Zeitschrift Empire in eine Liste der „20 besten Gangsterfilme, die Sie (*wahrscheinlich) nie gesehen haben“ (Top 20 Greatest Gangster Movies You've Never Seen (*Probably)) aufgenommen.